# المعاريف (امڭارطو)
المعاريف هي إحدى مشيخات المملكة المغربية، تتبع جغرافيا لإقليم سطات وإداريًا لامڭارطو. يقدر عدد سكانها بـ 6999 نسمة حسب الإحصاء الرسمي للسكان والسكنى لسنة 2004.